# Стилуэлл (Оклахома)
Стилуэлл (англ. Stilwell) — город в округе Адэр (штат Оклахома, Соединённые Штаты Америки). Населённый пункт является административным центром округа Адэр и назван в честь Артура Стилуэлла, известного филантропа и основателя Kansas City Southern Railway.

## География
Согласно данным Бюро переписи населения США город занимает территорию в 8,3 км², из которой 8,2 км² является сушей и 0,1 км² (это 0,63 %) является водой.
Стилуэлл находится на пересечении федеральной трассы № 59 и трассы № 51 регионального значения.

## Население
Согласно переписи населения от 2000 года в городе проживало 3276 человек, было 1 269 домашних хозяйств и 809 семей. Плотность населения составляла 399 человек на км². Насчитывалось 1434 домов со средней плотностью 174,7 единиц/км². Расовый состав города был следующим: 41,88 белых, 0,49 % афроамериканцев, 41,88 % коренных американцев, 0,21 % азиатов, 0,03 % выходцев с островов Тихого океана, 3,45 % прочих рас и 5,53 % из двух или более рас. Испанцы и латиноамериканцы составили 6,99 % населения. 48,77 % населения Стилуэлла составляют чероки — здесь самая большая община чероки в Соединённых Штатах.
Там зафиксировано 1269 домашних хозяйств, в которых у 35,5 % были дети моложе 18 лет, проживающие с ними, 42,7 % были совместно живущими супружескими парами, 17,6 % были матерями-одиночками, а 36,2 % не имели семей. 33,1 % всех домохозяйств состояли из одиночек и у 15,7 % был кто-либо живущий один в возрасте 65 лет и старше. Средний состав домашнего хозяйства был 2.49, а средний размер семьи был 3,21.
Распределение среди городского населения было следующим: 30,0 % моложе 18 лет, 10,8 % в возрасте от 18 до 24 лет, 26,9 % от 25 до 44 лет, 17,5 % от 45 до 64 лет и 14,9 % в возрасте 65 лет и старше. Средний возраст составлял 32 года. На каждых 100 женщин приходилось 86,1 мужчин. На каждые 100 женщин в возрасте 18 лет и старше приходилось 79,6 мужчин.
Средний показатель доходов для домашнего хозяйства в городе составлял 18 555 долл., а средний показатель доходов для семьи составлял 24 673 долл. У мужчин средний показатель доходов был 20 500 долл., тогда как у женщин 17 351 долл. Доход на душу населения в городе составлял 10 034 долларов. Около 28,3 % семей и 32,0 % населения находились за чертой бедности, включая 42,6 % в возрасте до 18 лет и 20,4 % в возрасте 65 лет или старше.

## Знаменитые жители
- Уилма Мэнкиллер — первая женщина-вождь племени чероки национальной общины в Оклахоме, родилась в Стилуэлле.[2]